# Vojtěch Bradáč
Vojtěch Bradáč (Žižkov, 6 ottobre 1913 – 30 marzo 1947) è stato un calciatore cecoslovacco, di ruolo attaccante.
Ha realizzato 155 gol nel campionato cecoslovacco in 162 partite, che gli valgono l'undicesimo posto nella classifica dei marcatori di sempre del torneo. Vanta 18 presenze e 8 gol nelle competizioni europee. Fratello di Antonín, anch'egli calciatore professionista.

## Carriera

### Club
Tra il 1926 e il 1932 gioca nel Viktoria Žižkov. Dopo aver ottenuti una vittoria in campionato, oltre che un secondo posto e tre terzi posti, nel 1932 arriva a Praga per giocare fino al 1936 nello Slavia Praga conquistando tre titoli nazionali. Va in Francia giocando in prestito nel Sochaux mezza stagione (la squadra vincerà una coppa nazionale lo stesso anno) prima di tornare allo Slavia e vincere altri titoli e una Coppa dell'Europa Centrale. Successivamente giocherà nel Viktoria Zizkov, nello Slavia Praga e nello AC Sparta Praga prima di tornare nuovamente allo Sparta Praga. Gioca fino al 1944 nell'SK Nusle terminando la carriera nel Slovan Duchcov.
Vincerà personalmente un titolo marcatori realizzando 42 reti record all'epoca: il record verrà poi battuto più volte da Josef Bican nei campionati non ufficiali tra il 1939 e il 1945 e nel campionato del 1947.

### Nazionale
Milita tra il 1931 e il 1939 in Nazionale cecoslovacca dove segna 5 reti giocando 9 incontri. Ha segnato in Cecoslovacchia-Italia l'1-0 su rigore, la partita finirà 2-1 in favore dei cecoslovacchi. Inoltre è stato convocato al Mondiale 1938.

## Palmarès

### Club

#### Competizioni nazionali
- Campionato cecoslovacco: 6

Viktoria Zizkov: 1927-1928
Slavia Praga: 1932-1933, 1933-1934, 1934-1935, 1936-1937, 1939-1940

#### Competizioni internazionali
- Mitropa Cup: 1

Slavia Praga: 1938

### Individuale
- Capocannoniere del campionato cecoslovacco: 1

1935-1936 (42 gol)